# Trzy światy Guliwera
Trzy światy Guliwera (tytuł ang. The Three Worlds of Gulliver) – brytyjsko-amerykański film przygodowy z 1960 roku na podst. powieści Podróże Guliwera Jonathana Swifta.
Polska premiera odbyła się w podwójnym pokazie z dokumentem Uwaga, młodzi mężczyźni.

## Obsada
- Kerwin Mathews – Lemuel Guliwer
- Jo Morrow – Gwendolyn
- June Thorburn – Elisabeth
- Lee Patterson – Reldresal
- Grégoire Aslan – król Brobdingnagu
- Basil Sydney – cesarz państwa Liliputów
- Charles Lloyd-Pack – Makovan
- Martin Benson – Flimnap
- Mary Ellis – królowa Brobdingnagu
- Marian Spencer – cesarzowa państwa  Liliputów
- Peter Bull – lord Bermogg
- Alec Mango – Galbet
- Sherry Alberoni – Glumdalclitch
- Oliver Johnston – pan Grinch
- Waveney Lee – córka Makovana

## Polska wersja
Wersja polska: Studio Opracowań Dialogowych w Warszawie

Reżyseria: Jerzy Twardowski

Udział wzięli:
- Józef Łotysz – Lemuel Guliwer
- Wiesława Żelichowska – Gwendolyn
- Grażyna Staniszewska – Elizabeth
- Marian Rułka – Reldresal
- Jan Kobuszewski – król państwa Brobdingnag
- Feliks Chmurkowski – cesarz państwa Liliputów
- Władysław Surzyński – Makovan
- Saturnin Żórawski – Flimnap
- Antonina Gordon-Górecka – królowa Brobdingnagu
- Jadwiga Bukojemska – cesarzowa państwa Liliputów
- Zbigniew Kryński – lord Bermogg
- Marian Friedmann – Galbet
- Danuta Przesmycka – Glumdalclitch

i inni